# Karel Lismont
Karel Lismont (né le 8 mars 1949 à Looz) est un coureur de fond belge, essentiellement de marathon.
Il devient champion d'Europe du marathon en 1971 et remporte deux médailles aux Jeux olympiques : l'argent en 1972 à Munich et le bronze en 1976 à Montréal.

## Palmarès
- Marathon aux Jeux olympiques d'été de 1972 à Munich  Allemagne[1]
- Marathon aux Jeux olympiques d'été de 1976 à Montréal  Canada[1]
- Cross long aux Championnats du monde de cross-country 1978 à Glasgow  Écosse[2]
- Marathon aux Championnats d'Europe d'athlétisme 1971 à Helsinki  Finlande[1]
- Marathon aux Championnats d'Europe d'athlétisme 1978 à Prague  Tchécoslovaquie[1]
- Marathon aux Championnats d'Europe d'athlétisme 1982 à Athènes  Grèce[1]

Divers
- Vainqueur du Marathon d'Amsterdam en 1976
- Vainqueur du Marathon de Berlin en 1983
- Vainqueur du Marathon d'Otsu
- Vainqueur de Sierre-Montana en 1976, 1977, 1983 et 1984

## Performances
| Discipline | Temps réalisé                        | Date            | Lieu     |
| ---------- | ------------------------------------ | --------------- | -------- |
| 10 000 m   | 27 min 56 s 75                       | 29 mai 1976     | Munich   |
| Marathon   | 2 h 11 min 13 s (ex-record national) | 31 juillet 1976 | Montréal |